# 김포한강9로
김포한강9로(Gimpohangang 9-ro)는 경기도 김포시 구래동 변전소사거리 에서 구래동 한가람초교사거리 를 잇는 도로이다.

## 주요 경유지
경기도
- 김포시 (구래동)

## 노선
| 이름                       | 접속 노선                      | 소재지          | 소재지          | 비고            |
| 대곶남로와 직결            | 대곶남로와 직결                | 대곶남로와 직결 | 대곶남로와 직결 | 대곶남로와 직결 |
| -------------------------- | ------------------------------ | --------------- | --------------- | --------------- |
| 변전소사거리               | 지방도 제355호선 (김포한강3로) | 김포시          | 구래동          |                 |
| (이름없음)                 | 김포한강8로                    | 김포시          | 구래동          |                 |
| 구래동 헹장복지센터 사거리 | 김포한강4로                    | 김포시          | 구래동          |                 |
| 한가람초교사거리           | 김포한강10로                   | 김포시          | 구래동          |                 |
| 양곡우회로와 직결          |                                |                 |                 |                 |

## 주요시설및 건물
- CU 한강예미지점 (김포한강9로 11/구래동 6893-2)
- 나래중학교 (김포한강9로 19/구래동 6893-3)
- 메가MGC커피 김포나비초점 (김포한강9로 32/구래동 6890-3)
- 신한은행 김포한강금융센터 (김포한강9로 73/구래동 6884-8)
- 파리바게뜨 김포구래점 (김포한강9로 73/구래동 6884-8)
- GS25 김포구래점 (김포한강9로 73/구래동 6884-8)
- 아트박스 김포구래점 (김포한강9로 79/구래동 6882-15)
- 이삭토스트 김포구래점 (김포한강9로 80/구래동 6883-9)
- 빽다방 김포구래점 (김포한강9로 80/구래동 6883-9)
- 세븐일레븐 (김포한강9로 80/구래동 6883-9)
- 파스쿠찌 (김포한강9로 80/구래동 6883-9)
- SK텔레콤 MD대리점 구래동직영점 (김포한강9로 90/구래동 6883-7)
- 하나은행 김포구래지점 (김포한강9로 90/구래동 6882-6)
- GS25 김포유보라점 (김포한강9로 116/구래동 6873-19)
- 봉구스밥버거 김포한가람점 (김포한강9로 116/구래동 6873-19)
- 김포한가람중학교 (김포한강9로 140/구래동 6873-6)